# Michael Chekov Studio
Michael Chekov Studio var en privat skuespillerskole i Århus, der eksisterede i årene 1991-1999. Den var ledet af sceneinstruktør Per Brahe. Skolen tilbød en tre-årig uddannelse, hvor undervisningen byggede på den russiske teatermand Michael Chekhovs teaterpædagogiske principper.
Blandt de skuespillere, der er uddannede på Michael Chekov Studio er Jakob Kirkegaard, Lykke Scheuer, Regitze Estrup, Henrik Vestergaard, Philip Antonakakis, Rikke Mandrella, Ann Grønbæk, Malene Hedetoft, Ingrid Strømberg og Anne Katrine Andersen. Derudover har instruktøren Martin Lyngbo og skuespillerne Maibritt Saerens og Sune C. Abel været elever på skolen.
|  | Denne artikel om en bygning eller et bygningsværk kan blive bedre, hvis der indsættes et (bedre) billede. Du kan hjælpe ved at afsøge Wikimedia Commons for et passende billede eller lægge et op på Wikimedia Commons med en af de tilladte licenser og indsætte det i artiklen. |

|  | Denne artikel kan blive bedre, hvis der indsættes geografiske koordinater Denne artikel omhandler et emne, som har en geografisk lokation. Du kan hjælpe ved at indsætte koordinater i wikidata. |